# ナイロン (漫画家)
ナイロンは、日本の漫画家。主に女子高生が活躍する作品を描き続けている。メディアワークスの雑誌や、白泉社の『ヤングアニマル』等で活躍している。

## 作品リスト

### 漫画
- ナイロン100%（ワニマガジン社、2006年11月28日） ISBN 978-4-86269-006-7 ※成人向け
- 月面兎兵器ミーナ（『月刊電撃コミックガオ!』、メディアワークス→アスキー・メディアワークス、全2巻）
- グラマラス（『ヤングアニマルあいらんど』、白泉社、全1巻）
- フロッグマン（『ヤングアニマル』、白泉社、全6巻）
- フォトカノ Your Eyes Only（原作：エンターブレイン、原作協力：ディンゴ、『ヤングアニマル』・『ヤングアニマルあいらんど』・『ヤングアニマルイノセント』、白泉社、全5巻）
- コンクリート・レボルティオ〜超人幻想〜（原作：BONES・會川昇、『ヤングエース』、KADOKAWA、全2巻）

### 挿絵
- 裏切られたSランク冒険者の俺は、愛する奴隷の彼女らと共に奴隷だけのハーレムギルドを作る（著：柊咲、ダッシュエックス文庫刊）